# Ray Hnatyshyn

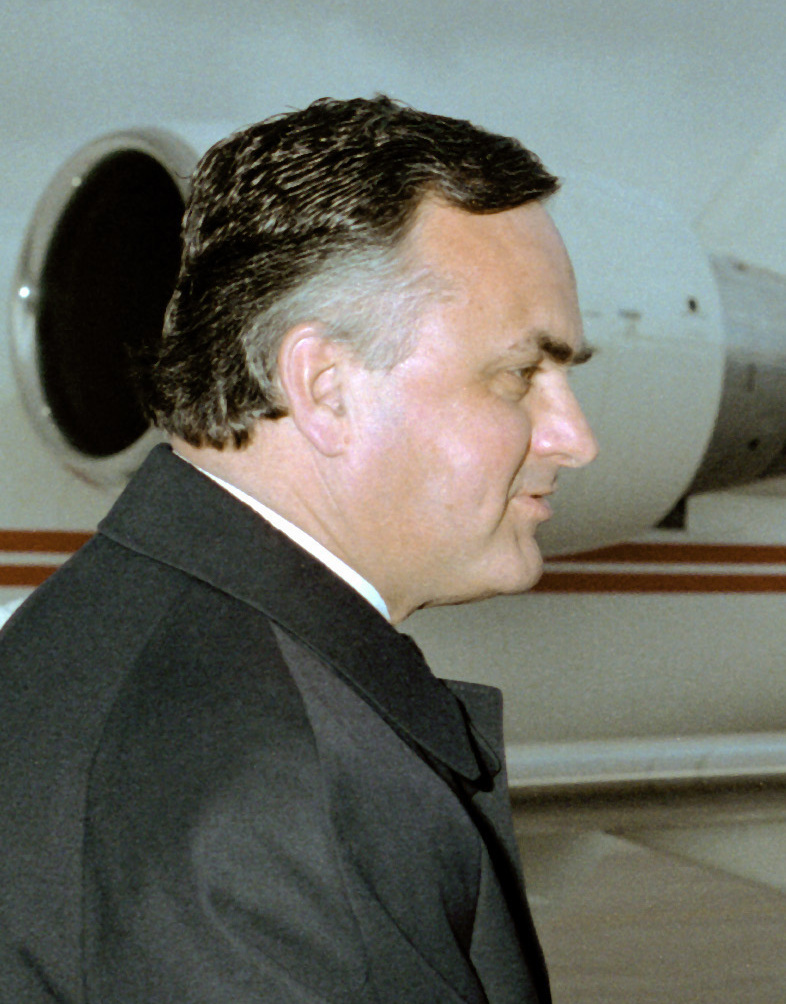
Ray Hnatyshyn (1991)

Ramon John „Ray“ Hnatyshyn, PC, CC (* 16. März 1934 in Saskatoon; † 18. Dezember 2002 in Ottawa) war ein kanadischer Politiker und von 1990 bis 1995 der 24. Generalgouverneur von Kanada.

## Werdegang
Hnatyshyn ist am 16. März 1934 in Saskatoon als Sohn von John Hnatyshyn, einem kanadischen Senator und Nachkommen ukrainischer Einwanderer, geboren. Zunächst besuchte er die Victoria Public School und anschließend das Nutana Collegiate Institute; nach dem High-School-Abschluss studierte er schließlich an der University of Saskatchewan, wo er 1954 und 1956 graduierte und so den Bachelor of Arts und Bachelor of Laws erwarb.
Hnatyshyn heiratete am 9. Februar 1960 Karen Gerda Nygaard Andreasen, mit der er zwei Söhne bekam.
1974 trat Hnatyshyn dann bei der Unterhauswahl 1974 für die Progressiv-konservative Partei Kanadas an und bekam einen Sitz im Unterhaus für Saskatoon-Biggar. Am 4. Juni 1979 wurde er Mitglied des Kronrats. Am 14. Dezember 1989 wurde bekannt gegeben, dass Elisabeth II. die Empfehlung bekommen hat, Hnatyshyn zum neuen Generalgouverneur zu ernennen. Am 29. Januar 1990 wurde er dann offiziell vereidigt. Er diente fünf Jahre als Generalgouverneur und arbeitete danach weiter als Rechtsanwalt.
2002 wurde Hnatyshyn als Kanzler der Carleton University berufen, wo er bis zu seinem Tod blieb.

## Titel
Hnatyshyn trug im Laufe seines politischen Werdegangs verschiedene Titel. Ab dem 4. Juni 1979 mit der Aufnahme in den Kronrat hieß er The Honourable Ramon Hnatyshyn. Durch die Vereidigung zum Generalgouverneur im Januar 1990 wurde er Erster Genosse (englisch „Principal Companion“) des Order of Canada, der höchsten kanadischen Auszeichnung für Zivilpersonen, sowie Oberbefehlshaber der kanadischen Streitkräfte (protokollarisch: „Commander-in-Chief of Canada“). Somit bekam er den Titel His Excellency The Right Honourable. Vom Zeitpunkt der Abberufung als Oberbefehlshaber bis zu seinem Tod trug er nur noch das Prädikat The Right Honourable.